# Micromouse

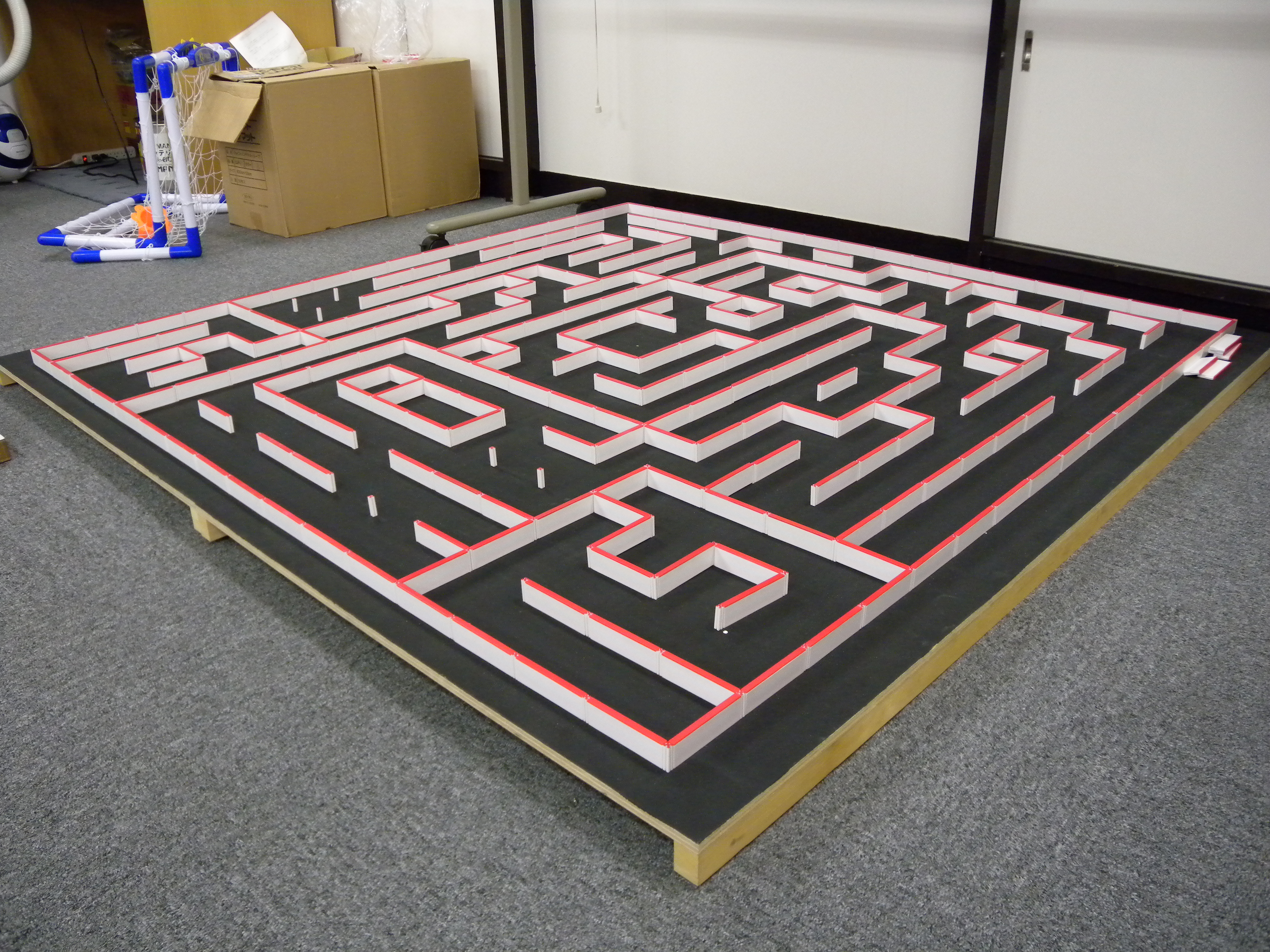
Labirinto per micromouse

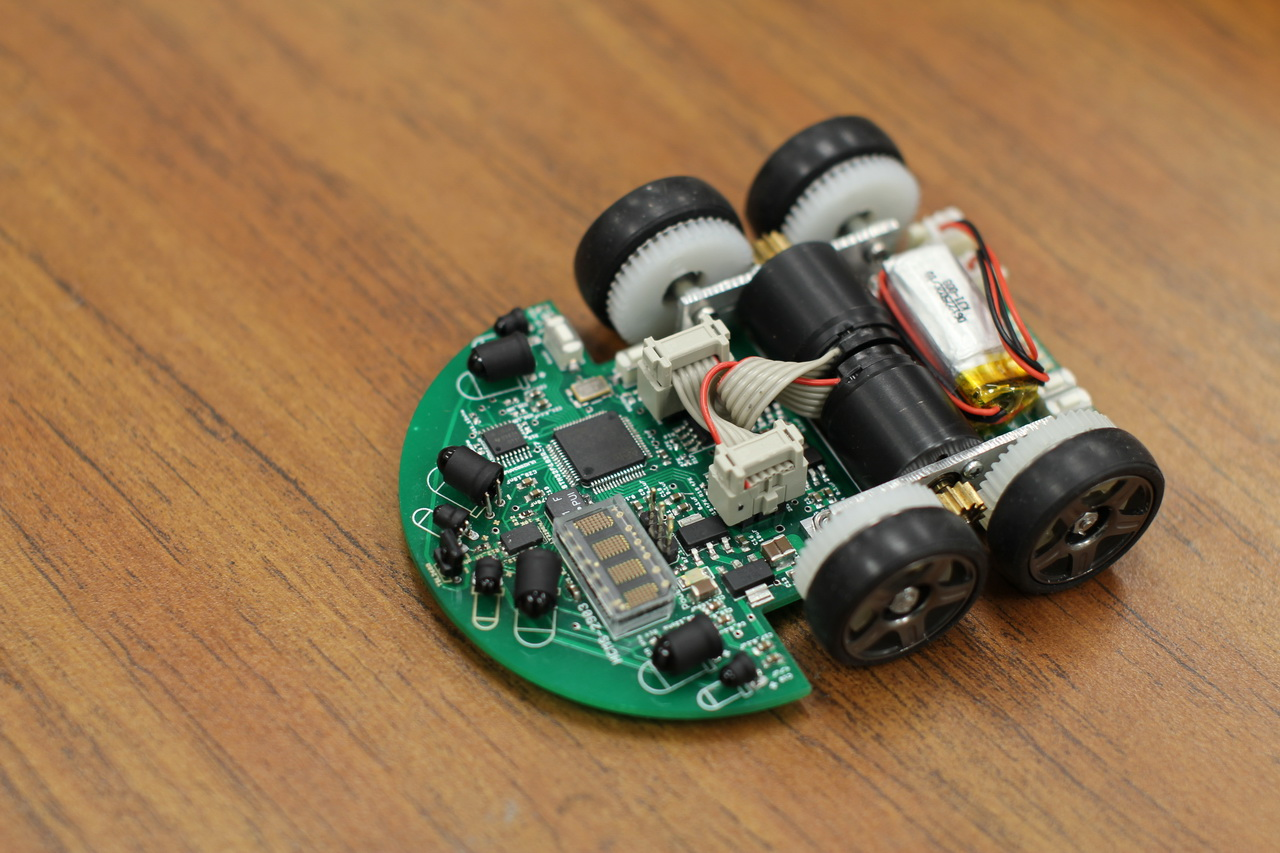
Robot micromouse

Il micromouse (lett. "microtopo") è un evento in cui piccoli topolini robot competono per risolvere un labirinto 16×16. Le prime competezioni micromouse risalgono alla fine degli anni '70. Gli eventi si svolgono in tutto il mondo e sono per lo più diffuse in Regno Unito, Stati Uniti, Giappone, Singapore, India, Corea del Sud e stanno diventando popolari nei paesi del subcontinente indiano come lo Sri Lanka.
Il labirinto è costituito da una griglia 16×16, le celle sono quadrati di 180 mm di lato con pareti di 50 mm di altezza.  I topolini sono robot autonomi che devono orientarsi da una posizione di partenza prestabilita verso l'area centrale del labirinto senza alcun aiuto. Il topolino deve tenere traccia di dove si trova, scoprire i muri mentre esplora, mappare il labirinto e rilevare quando ha raggiunto l'obiettivo. Dopo aver raggiunto l'obiettivo, il topolino usualmente esegue ulteriori ricerche nel labirinto finché non abbia trovato un percorso ottimale dall'inizio alla fine. Una volta trovato il percorso ottimale, il topolino lo attraverserà nel minor tempo possibile.

## Micromouse half-size
Una versione di micromouse chiamata half-size (lett. mezzo-formato) è stata presentata alla 30ª All Japan Micromouse Competition nel 2009. Invece di un labirinto 16×16, la competizione half-size utilizza un labirinto che può arrivare a 32×32 celle. Le dimensioni delle celle e delle pareti sono state ridotte della metà.
Ci sono state competizioni half-size in Europa in Ungheria nel 2015 e nel Regno Unito nel 2018.

## Risoluzione del labirinto
I topolini utilizzati nelle competizioni sono costruiti seguendo i fondamenti della navigazione robotica, tra cui la mappatura, la pianificazione e la localizzazione. Inoltre, ottimizzano il loro percorso nel labirinto utilizzando vari algoritmi di ricerca. Gli algoritmi di ricerca comuni utilizzano variazioni dell'algoritmo flood-fill, l'algoritmo di Dijkstra e l'algoritmo di ricerca A*, tra i vari algoritmi di attraversamento di grafi e alberi.

## Prestazioni
I topolini possono raggiungere velocità superiori a 3 m/s, a seconda del design del labirinto. Alcuni dei migliori costruttori di micromouse sono Yusuke Kato, Ng Beng Kiat e Fumitaka Nakashima. L'attuale record mondiale è di 3,921 secondi ed è detenuto da Ng Beng Kiat.
Le prestazioni negli ultimi anni sono notevolmente migliorate. A partire dal 2015, i micromouse che hanno vinto competizioni frenate ben superiori a 10 m/s². È possibile effettuare curve con accelerazione centripeta fino a 2 g.
Più di recente, i robot sono stati dotati di una ventola per creare un risucchio parziale sotto il topolino mentre è in funzione. Il carico aerodinamico aggiuntivo disponibile ha reso possibile un enorme miglioramento delle prestazioni. Rispetto a un mouse senza ventola, i robot più recenti sono in grado di raggiungere accelerazioni centripete di 6 g o più. Le accelerazioni in linea retta possono facilmente superare i 2,5 g.

## Riferimenti
1. ↑  (EN) Micromouse Online, su micromouseonline.com. URL consultato il 13 giugno 2025 (archiviato il 14 gennaio 2025).
2. ↑   (EN) MicroMouse All Japan contest 2009 half size preliminary, su YouTube. URL consultato il 13 giugno 2025.
3. ↑   (EN) Japan 2009 half-size micromouse contest final, su YouTube. URL consultato il 13 giugno 2025.
4. ↑  (EN) Rules for Half-size Micromouse, su ntf.or.jp. URL consultato il 13 giugno 2025 (archiviato il 17 febbraio 2025).
5. ↑  (EN) The first Half-size Micromouse competition in Europe, su PCBWay. URL consultato il 13 giugno 2025 (archiviato il 25 gennaio 2025).
6. ↑   (EN) First UK Half size MicroMouse contest to be held in the UK, su YouTube. URL consultato il 13 giugno 2025.
7. ↑  (EN) Solving the maze, su Micromouse Online. URL consultato il 13 giugno 2025 (archiviato il 21 marzo 2025).
8. ↑  (JA) 中部１１月例会 [Riunione ordinaria di novembre a Chubu], su blog.livedoor.jp. URL consultato il 13 giugno 2025 (archiviato il 21 marzo 2025).
9. ↑  (EN) Ng Beng Kiat home, su sites.google.com. URL consultato il 13 giugno 2025 (archiviato dall'url originale il 17 dicembre 2013).
10. ↑  (EN) The 4th Laboratory, su homepage1.nifty.com. URL consultato il 24 maggio 2013 (archiviato dall'url originale il 5 giugno 2013).
11. ↑  (EN) Evan Ackerman, Meet the New World's Fastest Micromouse Robot How long does it take a micromouse to negotiate a maze? Not very long at all, su IEEE Spectrum, 21 novembre 2011. URL consultato il 13 giugno 2025 (archiviato il 22 gennaio 2024).
12. ↑  (EN) Micromouse Hard Acceleration, su micromouseonline.com. URL consultato il 13 giugno 2025 (archiviato il 17 gennaio 2025).
13. ↑  (EN) Taiwan Micromouse Contest 2017, su micromouseonline.com. URL consultato il 13 giugno 2025 (archiviato il 23 gennaio 2025).
14. ↑  (EN) More suck, less slip, su Micromouse Online. URL consultato il 13 giugno 2025 (archiviato il 21 marzo 2025).
15. ↑  (EN) Vacuum Micromouse, su Hackaday, 26 novembre 2008. URL consultato il 13 giugno 2025 (archiviato il 19 marzo 2025).